# Bogojevo
Bogojevo (Богојево), pronunțat în limba română Bogoievo este un sat situat în partea de nord-vest a Serbiei, în Voivodina. Aparține administrativ de comuna Odžaci. La recensământul din 2002 localitatea avea 2120 locuitori.